# Resolució 62 del Consell de Seguretat de les Nacions Unides
La Resolució 62 del Consell de Seguretat de les Nacions Unides, aprovada el 16 de novembre de 1948, va demanar un armistici en tots els sectors del Mandat Britànic de Palestina, per tal de facilitar la transició de l'actual treva (establerta per la Resolució 54 del Consell de Seguretat de les Nacions Unides) a una pau permanent.
No es va votar sobre tota la resolució, ja que es va votar en parts.